# Semily
Semily (deutsch Semil) ist eine Stadt im Okres Semily in Tschechien. Sie gehört zur Region Liberecký kraj und zählt ca. 8.360 Einwohner.

## Geschichte
Die Stadt Semily entstand im 14. Jahrhundert bei einer Festung. Ab 1542 war sie im Besitz der Familie Smiřický von Smiřice, 1622 kam sie zu den Gütern von Wallenstein. Danach wechselten sich verschiedene Besitzer ab.
Mit dem Bau der Süd-Norddeutschen Verbindungsbahn wurde Semily im Jahre 1855 an die Eisenbahn angeschlossen. In der zweiten Hälfte des 19. Jahrhunderts entstand hier ein Zentrum der Textilindustrie. Durch Verlagerungen nach Indien oder China und Abbau der Maschinen ist diese Industrie seit den Anfangsjahren des 21. Jahrhunderts im Niedergang begriffen.

## Stadtgliederung
Die Stadt Semily besteht aus den Ortsteilen Bítouchov (Bitauchow), Podmoklice (Podmoklitz), Semily (Semil) und Spálov (Spalow). Grundsiedlungseinheiten sind Bítouchov, Ivana Olbrachta, Janeček, Kapitál, Letná, Na Cimbále, Na Hlínách-Podskalí, Na rovném, Nad nádražím, Nouzov, Oleška, Podmoklice, Semily-střed, Spálov, V Řekách (Iserthal), Varta und Vinice.
Das Gemeindegebiet gliedert sich in die Katastralbezirke Bítouchov u Semil, Semily und Spálov u Semil.

## Sehenswürdigkeiten
- Wasserkraftwerk Spálov

## Partnerschaft

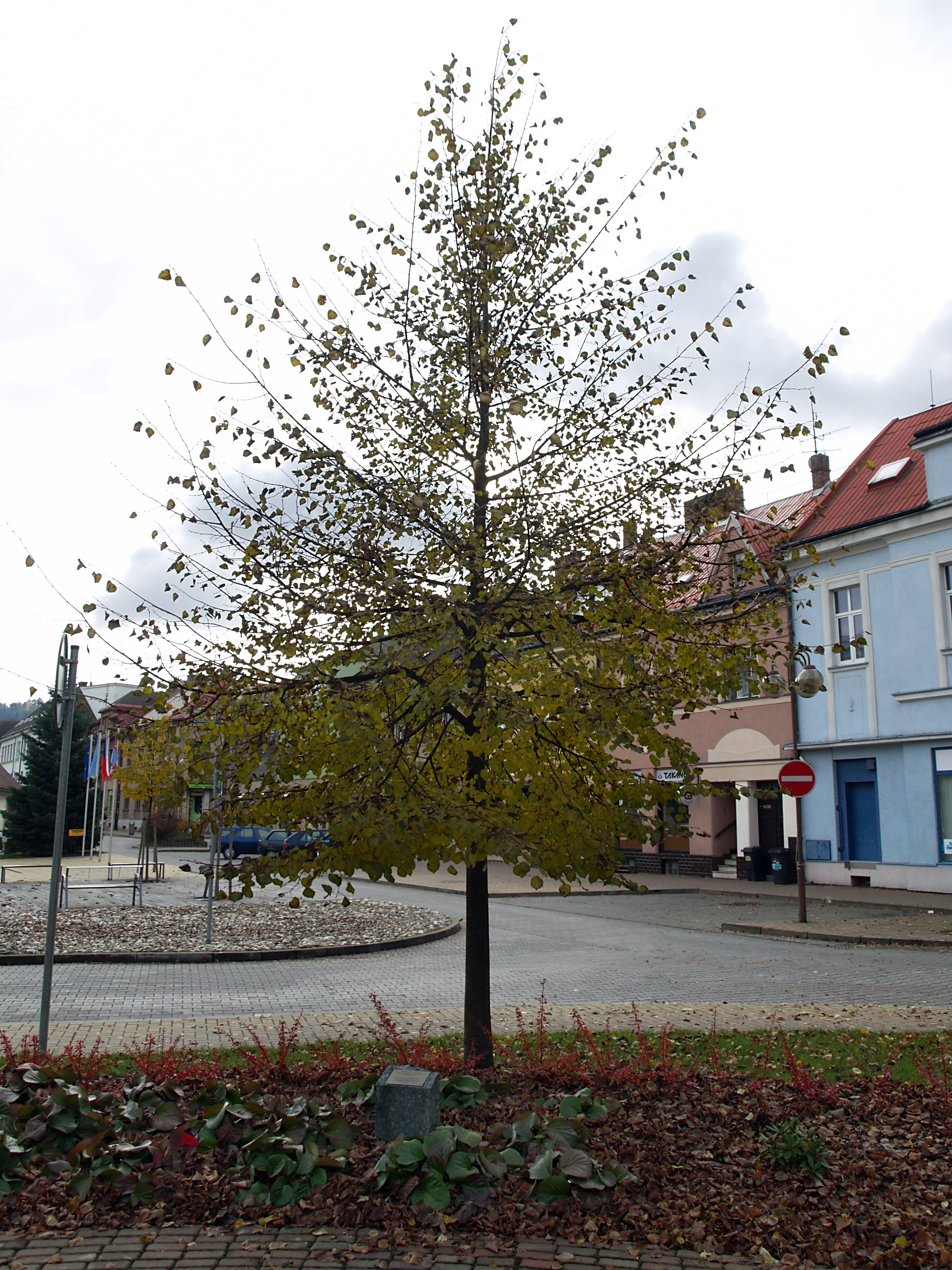
Herzförmige Linde – Der Stadt Semily am 1. Mai 2004 von der Partnergemeinde Schauenburg anlässlich des EU-Beitritts der Tschechischen Republik gewidmet

Partnergemeinde von Semily ist seit März 1997 die nordhessische Gemeinde Schauenburg (Landkreis Kassel).

## Persönlichkeiten
Semily ist die Heimatstadt des tschechischen Politikers František Ladislav Rieger (1818–1903) und des Physikers Franz Adam Petrina (1799–1855); der tschechische Schriftsteller Antal Stašek wirkte hier lange als Rechtsanwalt, sein Sohn Ivan Olbracht, ebenfalls Schriftsteller, wurde hier geboren.
Der österreichische Schriftsteller Mirko Jelusich wurde am 12. Dezember 1886 in Semil geboren. Semily ist auch die Geburtsstadt der Bildhauerin Magdalena Jetelová.
Im heutigen (inoffiziellen) Stadtteil Řeky wurde 1857 der deutsch-böhmische Politiker Raphael Pacher geboren.